# Harry Rabinger
Harry (o Henri) Rabinger (Ciutat de Luxemburg, 25 de febrer de 1895 - Ciutat de Luxemburg, 7 de setembre de 1966) fou un pintor luxemburguès, recordat per les seves pintures de retrats i paisatges expressionistes, especialment aquells de l'àrea industrial del sud del país.
Nascut al barri de Pfaffenthal, de la Ciutat de Luxemburg, el 25 de febrer de 1895, Rabinger va començar els seus estudis d'art a París, però es va veure obligat a marxar a Múnic quan l'any 1914 va esclatar la Primera Guerra Mundial. Va completar la seva educació al viatjar de forma àmplia, en particular a Hongria, Àustria, Txecoslovàquia i els Països Baixos. Va ser el 1919 que va entrar en contacte amb el sud de Luxemburg com a professor d'art a l'Escola Industrial i Comercial i al Liceu de nois d'Esch-sur-Alzette. En aquell moment, la indústria s'expandí ràpidament a la zona, i li proporcionà escenes vívides de mines, fàbriques, ferrocarrils i edificis aglutinats en revestiments vermells oxidats.
Tot i que primer va ser membre del Cercle Artístic de Luxemburg, es va unir a Joseph Kutter, Nico Klopp entre d'altres com a cofundador del moviment de la secessió de Luxemburg, que va tenir èxit en la promoció de l'art modern. Després d'exhibir la seva obra, tant a Luxemburg com a Brussel·les, l'Estat li encarregà que pintés la seva obra monumental Terres Roges per al pavelló de Luxemburg a l'Exposició Universal de París de 1937. L'any 1939, juntament amb Jean Schaak, va exposar grans panells decoratius a l'Exposició General de segona categoria de Nova York, on va guanyar un premi per la seva "Ville de Luxembourg". Després de la guerra, va passar per un període difícil, limitant-se a l'ensenyament. Va morir el 7 de setembre de 1966 a la seva casa del barri de Limpertsberg, a la seva ciutat natal.
El treball de Rabinger varia de bodegons de vius colors a sorprenentment nus i retrats realistes, incloent les seves famoses dones amb pentinats juvenils. Per sobre de tot, se'l recorda pels seus paisatges salvatges de Normandia i Bretanya amb roques, penya-segats i costes escarpades. Però també va pintar els pobles més tranquils i les valls de la regió del Mosel·la i l'Alzette i les muntanyes de l'Oesling. Com a artista jove, va ser influenciat per primera vegada per l'impressionisme, però aviat va desenvolupar un estil expressionista, lleugerament fauvista, amb un intens colorit i contrastos forts.